# Ruggieria indopacifica
Ruggieria indopacifica is een mosselkreeftjessoort. De wetenschappelijke naam van de soort is voor het eerst geldig gepubliceerd in 1987 door Whatley & Zhao.